# Lijst van spoorwegstations in het Verenigd Koninkrijk - U
Dit is een lijst van spoorwegstations in het Verenigd Koninkrijk waarvan de naam begint met een U.
| Station                 | Code | Graafschap/ County/ City | District              | Beheerder                  | Passagiers in/uit 2004-2005 (mln) | Passagiers in/uit 2005-2006 (mln) | Passagiers in/uit 2006-2007 (mln) | Passagiers in/uit 2007-2008 (mln) | Passagiers in/uit 2008-2009 (mln) |
| ----------------------- | ---- | ------------------------ | --------------------- | -------------------------- | --------------------------------- | --------------------------------- | --------------------------------- | --------------------------------- | --------------------------------- |
| Uckfield                | UCK  | East Sussex              | Wealden               | Southern                   | 0,147                             | 0,218                             | 0,263                             | 0,31                              | 0,335                             |
| Uddingston              | UDD  | South Lanarkshire        |                       | ScotRail                   | 0,533                             | 0,581                             | 0,616                             | 0,647                             | 0,814                             |
| Ulceby                  | ULC  | North Lincolnshire       |                       | Northern Rail              | 0,007                             | 0,007                             | 0,009                             | 0,008                             | 0,007                             |
| Ulleskelf               | ULL  | North Yorkshire          | Selby                 | Northern Rail              | 0,007                             | 0,007                             | 0,005                             | 0,004                             | 0,004                             |
| Ulverston               | ULV  | Cumbria                  | South Lakeland        | First TransPennine Express | 0,164                             | 0,168                             | 0,147                             | 0,189                             | 0,19                              |
| Umberleigh              | UMB  | Devon                    | North Devon           | Great Western Railway      | 0,008                             | 0,01                              | 0,013                             | 0,014                             | 0,016                             |
| University (Birmingham) | UNI  | West Midlands            | Birmingham            | West Midland Trains        | 0,968                             | 1,061                             | 1,191                             | 1,251                             | 1,978                             |
| Uphall                  | UHA  | West Lothian             |                       | ScotRail                   | 0,228                             | 0,249                             | 0,251                             | 0,255                             | 0,254                             |
| Upholland               | UPL  | Lancashire               | West Lancashire       | Northern Rail              | 0,014                             | 0,015                             | 0,017                             | 0,017                             | 0,018                             |
| Upminster               | UPM  | Groot-Londen             | Havering              | c2c                        | 3,438                             | 3,331                             | 2,538                             | 2,951                             | 2,555                             |
| Upper Halliford         | UPH  | Surrey                   | Spelthorne            | South West Trains          | 0,138                             | 0,144                             | 0,138                             | 0,169                             | 0,149                             |
| Upper Holloway          | UHL  | Groot-Londen             | Islington             | London Overground          | 0,052                             | 0,048                             | 0,206                             | 0,305                             | 0,284                             |
| Tyndrum Upper           | UTY  | Stirling                 |                       | ScotRail                   | 0                                 | 0                                 | 0,008                             | 0,003                             | 0,003                             |
| Upper Warlingham        | UWL  | Surrey                   | Tandridge             | Southern                   | 0,533                             | 0,559                             | 0,592                             | 0,639                             | 0,68                              |
| Upton                   | UPT  | Merseyside               | Wirral                | Transport for Wales        | 0,014                             | 0,015                             | 0,013                             | 0,015                             | 0,021                             |
| Upwey                   | UPW  | Dorset                   | Weymouth and Portland | South West Trains          | 0,028                             | 0,028                             | 0,034                             | 0,035                             | 0,041                             |
| Urmston                 | URM  | Greater Manchester       | Trafford              | Northern Rail              | 0,194                             | 0,206                             | 0,198                             | 0,202                             | 0,239                             |
| Uttoxeter               | UTT  | Staffordshire            | East Staffordshire    | East Midlands Railway      | 0,086                             | 0,09                              | 0,107                             | 0,119                             | 0,131                             |

A · 
B · 
C · 
D · 
E · 
F · 
G · 
H · 
I · 
J · 
K · 
L · 
M · 
N · 
O · 
P · 
Q · 
R · 
S · 
T · 
U · 
V · 
W · 
X · 
Y · 
Z

Alle stations (sorteerbaar)